# 本頓 (伊利諾伊州)
本頓（英語：Benton）是一個位於美國伊利諾伊州富蘭克林縣的城市。根據2010年美國人口普查，該地人口為7087人，而該地的面積約為13.36平方千米。同時該地也是富蘭克林縣的縣治。

## 地理
本頓的座標為38°00′15″N 88°54′58″W / 38.00417°N 88.91611°W，而該地的平均海拔高度為134米（即440英尺）。